# Чиварди, Эрнесто
Эрнесто Чиварди (итал. Ernesto Civardi; 21 октября 1906, Фоссармато, королевство Италия — 28 ноября 1989, Рим, Италия) — итальянский куриальный кардинал и ватиканский сановник. Титулярный архиепископ Сардики с 26 июня 1967 по 30 июня 1979. Секретарь Священной Консисторской Конгрегации с 17 мая 1967 по 30 июня 1979. Секретарь Священной Коллегии Кардиналов с 16 июля 1967 по 30 июня 1979. Кардинал-дьякон с титулярной диаконией Сан-Теодоро с 30 июня 1979.